# زخم‌ها و شیاطین جنس‌زدایی
| بررسی انتقادی | بررسی انتقادی |
| منبع          | رتبه‌بندی      |
| ------------- | ------------- |
| آل‌میوزیک      | [ ۱ ]         |
| کیرانگ!       | [ ۲ ]         |

زخم‌ها و شیاطین جنس‌زدایی (به انگلیسی: Sexless Demons and Scars) نخستین آلبوم استودیویی از جک آف جیل می‌باشد.

## کارکنان
بر پایهٔ نوشته‌ها و اطلاعات داخل آلبوم.
جک آف جیل
- جسیکا – آواز، طرح جلد آلبوم
- رابین «ایجنت» مولدر– بیس، پیانو، طرح جلد آلبوم
- هو هو اسپید – گیتار
- لوراست سیمپسون– طبل

دیگر موسیقی‌دانان
- مریلین منسون – گیتار آهنگ «متورم»

تهیه‌کنندگی
- دان فلمینگ – تهیه‌کننده، میکس
- بیل امونز – مهندسی
- کریستوفر اسفر – همکار مهندسی
- دوج ساکس  – مسترینگ